# Cleora fuliginosa
Cleora fuliginosa är en fjärilsart som beskrevs av W. Warren 1894. Cleora fuliginosa ingår i släktet Cleora och familjen mätare. Inga underarter finns listade i Catalogue of Life.